# Rowrbrazzle
Rowrbrazzle est un magazine d'Amateur Press Association consacré à la bande dessinée animalière.

## Histoire
Rowrbrazzle a été créé en 1983 par Marc Schirmeister. Il a publié le premier numéro en février 1984